# Loretana de Libero
Loretana de Libero (* 26. November 1965 in Bremerhaven) ist eine deutsche Historikerin und Politikerin (SPD). Von Mai 2012 bis 2015 war sie Mitglied der Hamburgischen Bürgerschaft.

## Biografie

### Ausbildung und Beruf
De Libero studierte Alte Geschichte, Klassische Archäologie und Lateinische Philologie an der Universität Hamburg und der Universität Göttingen. In Göttingen wurde sie bei Jochen Bleicken im Jahr 1991 mit der Arbeit Obstruktion. Politische Praktiken im Senat und in der Volksversammlung der ausgehenden römischen Republik (70–49 v. Chr.) in Alter Geschichte promoviert. Ihre Habilitation über die archaische Tyrannis erfolgte 1995 ebenfalls in Göttingen. Ihre Forschungsschwerpunkte sind Rechts- und Verfassungsgeschichte, Kulturgeschichte sowie Militärgeschichte von der Antike bis in die neueste Zeit.
Seit 1996 lehrt de Libero an deutschen Universitäten, unter anderem in Hamburg, Göttingen, Kiel und Oldenburg. An der Universität der Bundeswehr in Hamburg wurde sie im Jahr 2000 Oberassistentin, 2004 vertrat sie dort den Lehrstuhl für Alte Geschichte. Seit 2006 ist sie außerplanmäßige Professorin an der Universität Potsdam. 
Sie arbeitete anschließend als Wissenschaftlerin in Ressortforschungseinrichtungen des Bundes, u. a. am Militärgeschichtlichen Forschungsamt (MGFA, jetzt ZMSBw). Seit 2013 lehrt und forscht sie an der Führungsakademie der Bundeswehr in Hamburg-Blankenese, nunmehr nur noch selten zur Alten Geschichte. Als Expertin zum Thema Tradition und militärische Erinnerungskultur begleitete sie den Prozess um einen neuen Traditionserlass der Bundeswehr im Bundesministerium der Verteidigung.

### Politik
Bei der Hamburger Bürgerschaftswahl 2011 trat de Libero für die SPD im Wahlkreis Hamburg-Mitte (Wahlkreis I) als Direktkandidatin an. Im Mai 2012 rückte sie für Andy Grote in die Bürgerschaft nach, der zum Bezirksamtsleiter von Hamburg-Mitte gewählt worden war. Sie wurde Mitglied im Gesundheitsausschuss, Wissenschaftsausschuss sowie Ausschuss für Justiz, Datenschutz und Gleichstellung.
Sie sprach sich gegen die Realisierung der Seilbahn aus, die dann in der Folge auch durch einen Bürgerentscheid abgelehnt wurde. Zudem stand sie u. a. in Opposition zum Wirtschaftssenator Frank Horch (parteilos) und dem Bundestagsabgeordneten Johannes Kahrs (SPD).
Bei einer Abstimmung um Platz 2 der SPD-Wahlkreisliste für den Bezirk Hamburg-Mitte im Vorfeld der Bürgerschaftswahl 2015 unterlag Loretana de Libero der von Kahrs unterstützten Gegenkandidatin Henriette von Enckevort und trat daher nicht erneut zur Bürgerschaftswahl an.

### Weitere Mitgliedschaften
Loretana de Libero ist seit 2014 Beisitzerin im Bundesvorstand des Volksbundes Deutsche Kriegsgräberfürsorge. Sie setzt sich in ihrer ehrenamtlichen Tätigkeit insbesondere für die deutsch-griechischen Beziehungen ein, so etwa in Verbindung mit der Kriegsgräberstätte Maleme auf Kreta.

## Schriften
- Obstruktion. Politische Praktiken im Senat und in der Volksversammlung der ausgehenden römischen Republik (70–49 v. Chr.). Steiner, Stuttgart 1992, ISBN 3-515-06180-0 (= Postprints der Universität Potsdam: Philosophische Reihe, ISSN 1866-8380, zugleich Dissertation an der Universität Göttingen 1991, Volltext PDF, 149 Seiten, 8,231 MB).
- Die archaische Tyrannis. Steiner, Stuttgart 1996, ISBN 3-515-06920-8 (Zugleich Habilitationsschrift an der Universität Göttingen 1995, Auszüge auf Google Books).
- Tradition in Zeiten der Transformation. Zum Traditionsverständnis der Bundeswehr im frühen 21. Jahrhundert. Schöningh, Paderborn / München / Wien / Zürich 2006, ISBN 978-3-506-76315-0.
- Tod im Einsatz. Deutsche Soldaten in Afghanistan. Militärgeschichtliches Forschungsamt / Zentrum für Militärgeschichte und Sozialwissenschaften, ZMSBw, Potsdam 2014, ISBN 978-3-941571-29-7.
- Rache und Triumph. Krieg, Gefühle und Gedenken in der Moderne.  De Gruyter Oldenbourg, Berlin 2014 (= Beiträge zur Militärgeschichte, Bd. 73), ISBN 978-3-486-85490-9.
- Leonidas in Stalingrad. Gebrauch, Wirkung und Wahrnehmung antiker Motive und Mythen in der 6. Armee. Thersites Bd. 10, 2019. Hrsg. von der Universität Potsdam, Potsdam 2020, 1-49 (https://thersites-journal.de/index.php/thr/article/view/145/286). ISSN 2364-7612.